# Nemoura saetifera
Nemoura saetifera is een steenvlieg uit de familie beeksteenvliegen (Nemouridae). De wetenschappelijke naam van de soort is voor het eerst geldig gepubliceerd in 1997 door Shimizu.